# Barbacou à croupion blanc
Chelidoptera tenebrosa
Genre
Espèce
Statut de conservation UICN

 LC  : Préoccupation mineure
Le Barbacou à croupion blanc (Chelidoptera tenebrosa) est une espèce d'oiseaux de la famille des bucconidés. C'est la seule espèce du genre Chelidoptera. L'espèce est divisée en deux sous-espèces, Chelidoptera tenebrosa brasiliensis Sclater, 1862 et Chelidoptera tenebrosa tenebrosa (Pallas, 1782).

## Position systématique
Chelido désigne l'hirondelle et ptera les ailes.